# IC 2067
IC 2067 је емисиона маглина у сазвјежђу Персеј која се налази на листи објеката дубоког неба у Индекс каталогу.
Деклинација објекта је + 35° 26' 42" а ректасцензија 4h 30m 52,0s. IC 2067 је још познат и под ознакама SS 20.